# Escut de Senija
L'escut de Senija és un símbol representatiu oficial de Senija, municipi del País Valencià, a la comarca de la Marina Alta. Té el següent blasonament:
| « | Escut en ogiva, partit. Al primer quarter, en camper d'or, quatre pals de gules, abraçat d'atzur i sembrat de flors de lis d'or, amb un lambel de gules. Al segon quarter, en camper d'or, una corneta d'atzur embocada i atrompetada d'argent i enllaçada de gules. Per timbre, una corona reial oberta. | » |

## Història
L'escut va ser aprovat per Resolució de 27 de novembre de 1991, del conseller d'Administració Pública, publicada en el DOGV núm. 1.713, de 30 de gener de 1992.
La primera partició presenta les armes d'Alfons d'Aragó i de Foix, primer comte de Dénia i antic senyor de Senija, mentre que la segona són les armes parlants dels Cornet, antics senyors del poble.